# پائولو سیلوا (بازیکن والیبال)
پائولو سیلوا (پرتغالی: Paulo Silva؛ زادهٔ ۲۴ دسامبر ۱۹۶۳) بازیکن والیبال اهل برزیل بود.